# 黄泥河 (尚志市)
- 關於蚂蚁河中游右岸的一条支流，請見「黄泥河 (延寿县)」。
- 關於蚂蚁河下游右岸的一条支流，請見「黄泥河 (方正县)」。

黄泥河，位于中华人民共和国黑龙江省尚志市南部，是蚂蚁河左岸支流，发源于亚布力林业局宝山林场暴马川，先向西南再转西北流，经宝山林场生活区、石头河子镇宝石村、宝山村、亚布力镇尚礼村等地，于国光村西北汇入蚂蚁河。河流全长37千米。